# 니코 엘베디
니코 엘베디(Nico Elvedi, 1996년 9월 30일 ~ )는 보루시아 묀헨글라트바흐에서 센터백으로 활약하고 있는 스위스의 축구 선수이다.

## 클럽 경력
취리히에서 태어난 엘베디는 FC 취리히 유소년 팀 출신으로 2014년 5월 15일 FC 로잔 스포르와의 스위스 슈퍼리그에서 선발로 나서며 첫 프로 데뷔전을 치렀다. 이 경기에서 팀은 1-0으로 승리하였다.
2015년, 그는 푸스발-분데스리가의 팀인 보루시아 묀헨글라트바흐로 이적하게 된다.